# موندركينغن
موندركينغن (بالألمانية: Munderkingen) هي بلدة، مدينة وبلدة ألمانية تقع في ألمانيا في منطقة ألب دانوب [الإنجليزية]. يقدر عدد سكانها بـ 5,052 نسمة .

## المدن التوأمة
مدينة Riedisheim هي مدينة توأمة لـموندركينغن.